# 1411

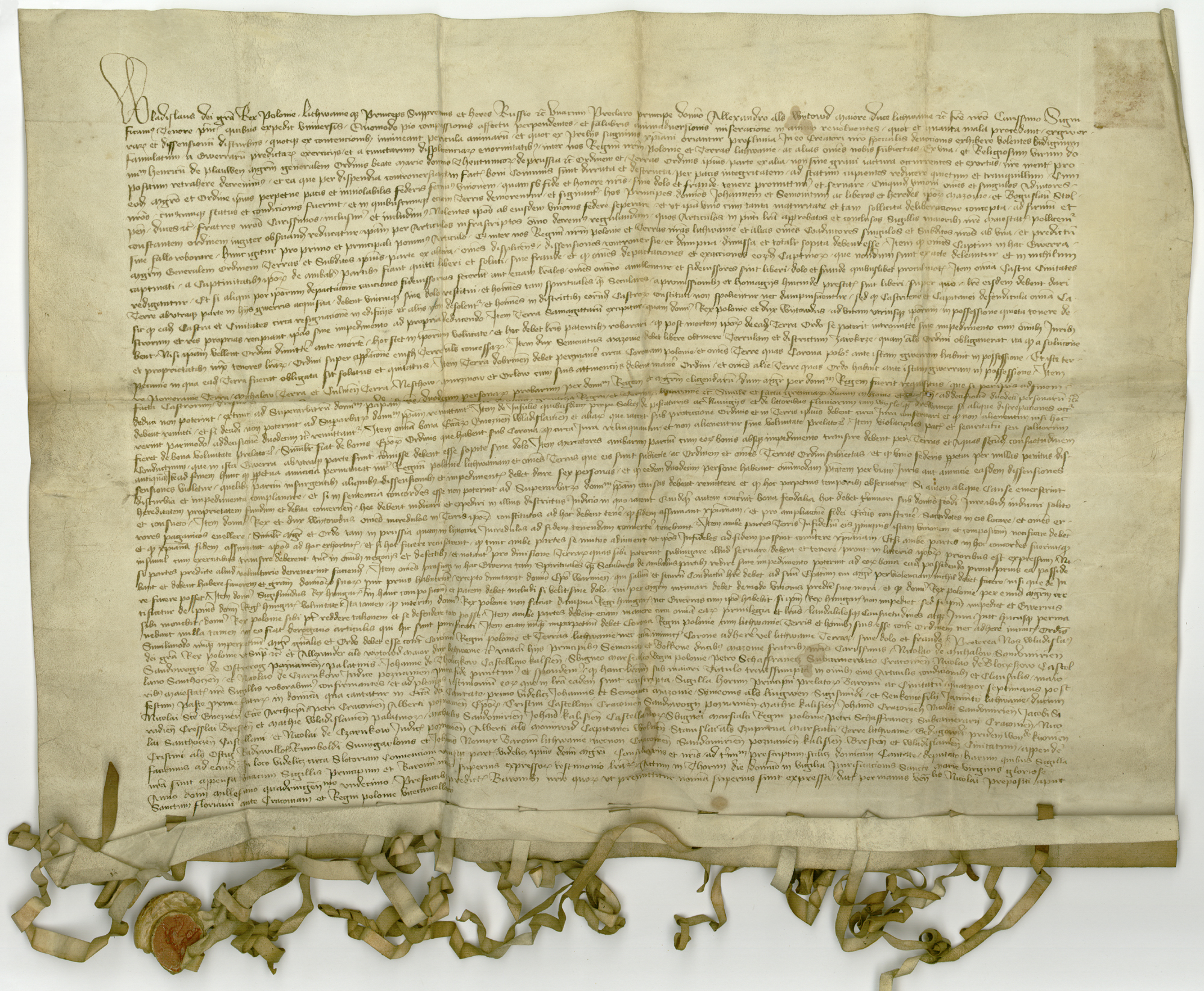
Vrede van Thorn

Het jaar 1411 is het 11e jaar in de 15e eeuw volgens de christelijke jaartelling.

## Gebeurtenissen
februari
- 1 - Eerste Vrede van Thorn: Einde van de oorlog tussen Polen en Litouwen enerzijds en de Duitse Orde anderzijds. Polen en Litouwen eisen niet veel land, maar wel zware herstelbetalingen.

april
- 26 - Johan Jacobus van Monferrato trouwt met Johanna van Savoye.

juli
- 21 - Sigismund van Hongarije wordt gekozen tot keizer van het Heilige Roomse Rijk, als opvolger van Jobst van Moravië

oktober
- 30 - Verdrag van Ayllón-Segovia: Castilië erkent de onafhankelijkheid van Portugal.

november
- november - Jan zonder Vrees weet de Armagnacs uit de Franse regeringsraad te werken.

zonder datum
- Stichting van de stad Ahmedabad, de nieuwe hoofdstad van Gujarat.
- Albrecht V van Oostenrijk wordt meerderjarig verklaard.
- Gelre geeft het Land van Arkel terug aan Holland.

## Opvolging
- patriarch van Antiochië (Grieks) - Pachomius II opgevolgd door Joachim II
- Bar - Robert I opgevolgd door zijn zoon Eduard III
- Brandenburg - Jobst van Moravië opgevolgd door Sigismund van Hongarije
- Epirus - Esau de' Buondelmonti opgevolgd door Giorgio de' Buondelmonti, op zijn beurt opgevolgd door Karel I Tocco
- huis Habsburg - Leopold IV opgevolgd door zijn broer Ernst I van Oostenrijk
- Luxemburg en Moravië - Jobst van Moravië opgevolgd door Wenceslaus

## Afbeeldingen

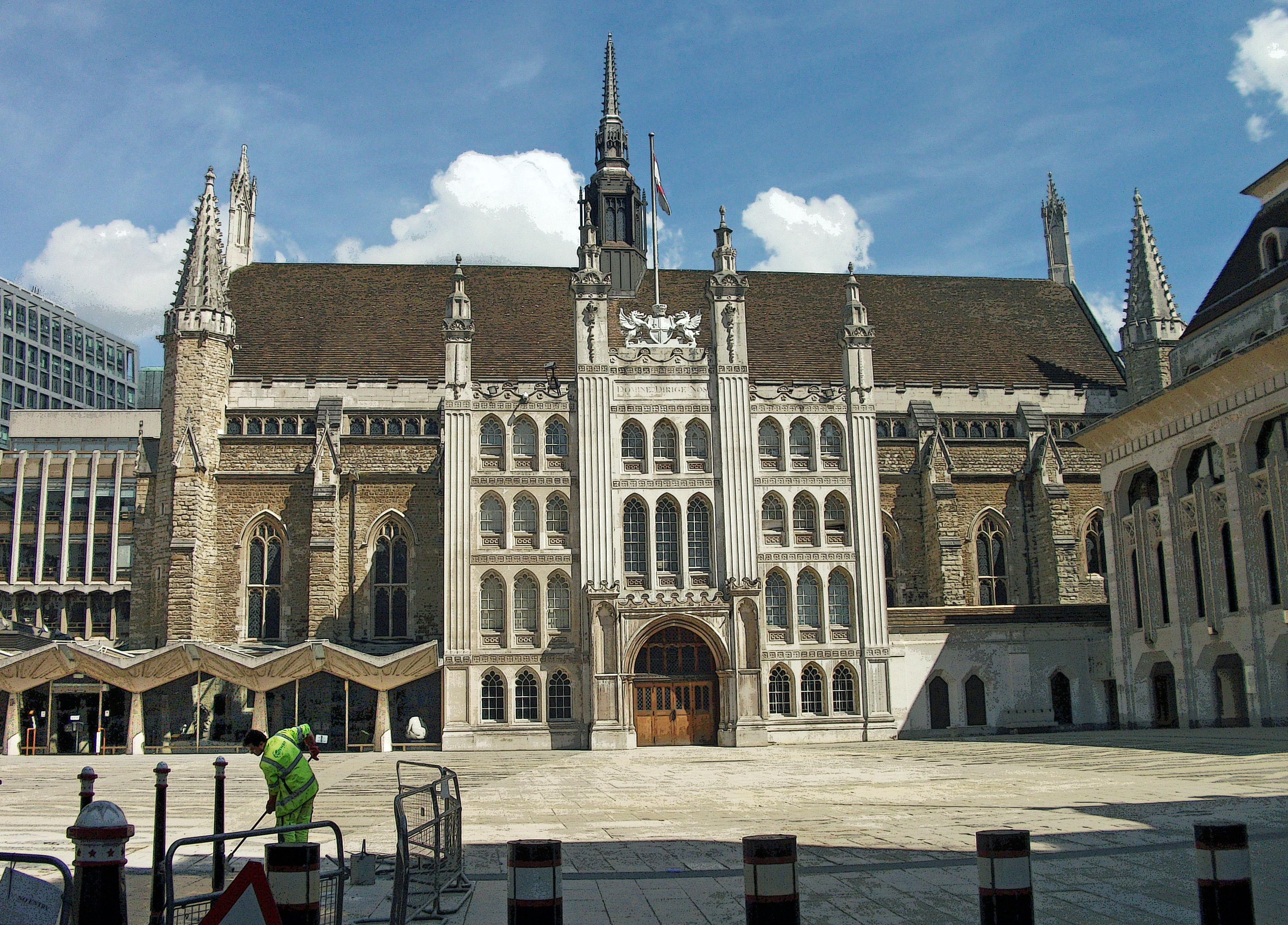
Guildhall, Londen, oudste deel uit 1411
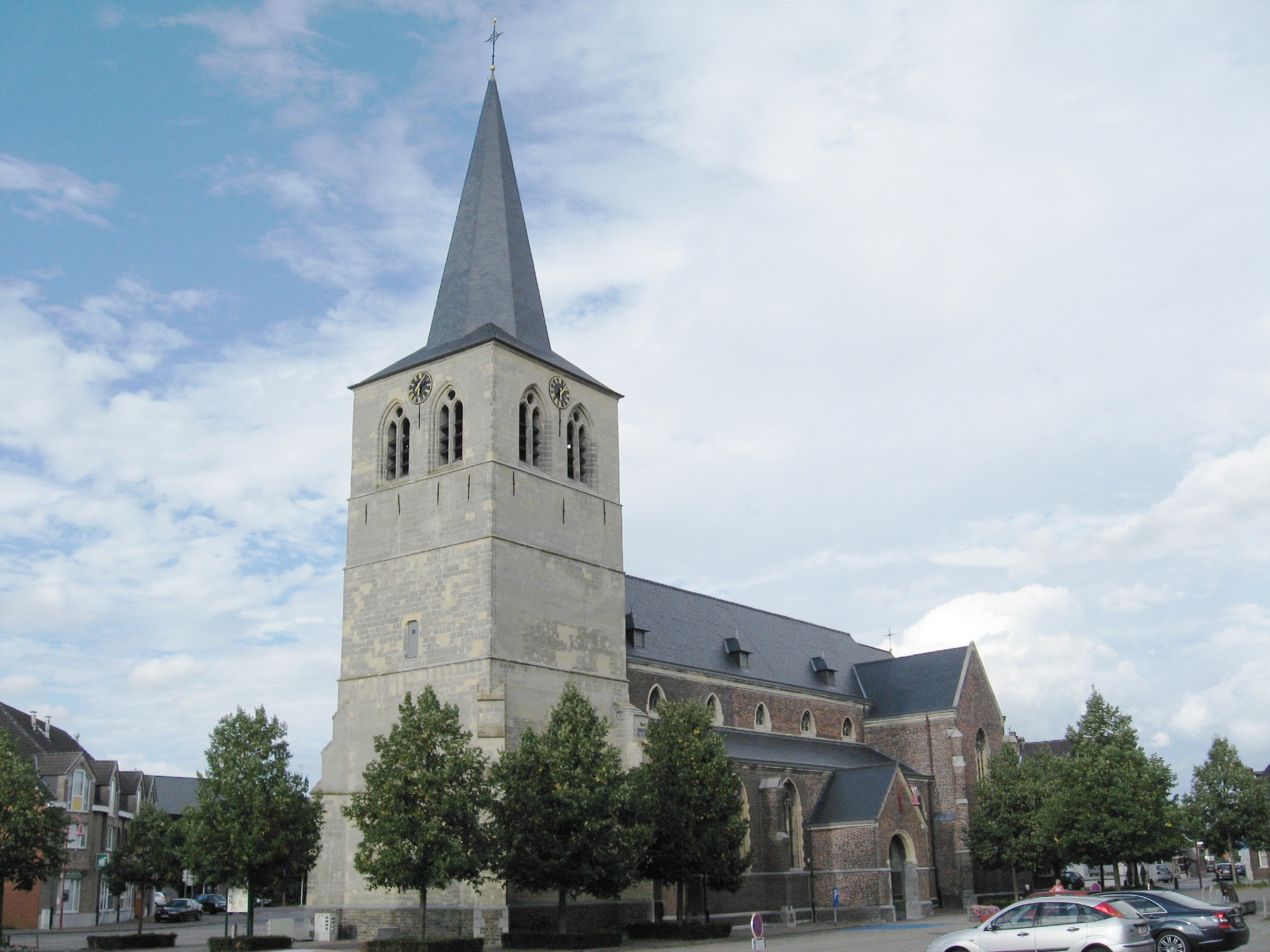
Sint-Laurentiuskerk, Bocholt, toren uit 1411

## Geboren
- 21 september - Richard van York, Engels edelman
- Hendrik de Vredelievende van Brunswijk-Wolfenbüttel, Duits edelman
- Jan VI Rzeszowski, bisschop van Krakau
- Johan IV van Merode, Brabants edelman

## Overleden
- 10 januari - Johanna van Abcoude (~35), Hollands edelvrouw
- 18 januari - Jobst van Moravië (~59), koning van Duitsland (1410-1411), markgraaf van Moravië (1375-1411), keurvorst van Brandenburg en hertog van Luxemburg (1388-1411)
- 12 april - Robert I van Bar (66), Frans edelman
- 3 juni - Leopold IV van Habsburg (~39), hertog van Oostenrijk
- 21 juni - Erik IV van Saksen-Lauenburg (~56), Duits edelman
- 15 juli - Jean Petit (~47), Frans theoloog
- 26 juli - Elisabeth van Neurenberg (~53), echtgenote van Ruprecht van de Palts
- 24 augustus - Odo Botnia, Fries edelman en kapitein van de Vetkopers.
- 19 oktober - Kuno van Stoffeln, Duits abt
- Agnes van Opole, echtgenote van Jobst van Moravië
- Diederik Kettler zu Herdringen, Duits edelman
- Jan Appelmans (~59), Zuidnederlands architect
- Khalil Sultan (~27), heerser van Transoxanië (1405-1409)
- Margaretha van Kleef, echtgenote van Albrecht van Beieren
- William Beauchamp, Engels edelman